# 牧野真二
牧野 真二（まきの しんじ、1976年5月29日 - ）は、福岡県出身の元サッカー選手、現フットサル・ビーチサッカー選手、指導者。ビーチサッカー日本代表選手。ポジションはサッカーではミッドフィールダー、フットサル・ビーチサッカーではフィクソ。

## 経歴
1995年横浜マリノスに入団。海外留学を経て1998年にサガン鳥栖に加入し翌年までプレーした。その後はフットサルに転進。さらに遊びのつもりではじめたビーチサッカー大会で2004年に優勝したのが日本サッカー協会の目に留まり、翌2005年に開催された第1回FIFAビーチサッカーワールドカップで日本代表に選出され、その後も2007年の第3回大会以外は全て代表に選出されている。2015年大会で通算7度のW杯出場はソーマプライア所属の照喜名辰吾と並び日本人最多。代表通算成績は87試合出場15得点。
現役選手と並行して指導者としても活動しており、自身が所属するLEON福岡のジュニアユースチーム（U-15)の総監督を勤めている。2018年、ビーチサッカー日本代表のコーチに就任

## 所属クラブ
サッカー歴
- 東海大学付属第五高等学校
- 1995 横浜マリノス
- 1998-1999 サガン鳥栖

フットサル・ビーチサッカー歴
- 2001年 - 2003年 PELE[4]
- 2004年 - 2009年 SPORVA 21[4]
- 2010年 - LEON福岡[4]

## 個人成績
| 国内大会個人成績 | 国内大会個人成績 | 国内大会個人成績 | 国内大会個人成績 | 国内大会個人成績 | 国内大会個人成績 | 国内大会個人成績 | 国内大会個人成績 | 国内大会個人成績 | 国内大会個人成績 | 国内大会個人成績 | 国内大会個人成績 |
| 年度             | クラブ           | 背番号           | リーグ           | リーグ戦         | リーグ戦         | リーグ杯         | リーグ杯         | オープン杯       | オープン杯       | 期間通算         | 期間通算         |
| 年度             | クラブ           | 背番号           | リーグ           | 出場             | 得点             | 出場             | 得点             | 出場             | 得点             | 出場             | 得点             |
| 日本             | 日本             | 日本             | 日本             | リーグ戦         | リーグ戦         | リーグ杯         | リーグ杯         | 天皇杯           | 天皇杯           | 期間通算         | 期間通算         |
| ---------------- | ---------------- | ---------------- | ---------------- | ---------------- | ---------------- | ---------------- | ---------------- | ---------------- | ---------------- | ---------------- | ---------------- |
| 1995             | 横浜M            | -                | J                | 0                | 0                | 0                | 0                | 0                | 0                | 0                | 0                |
| 1998             | 鳥栖             | 24               | 旧JFL            | 4                | 0                | -                | -                | 2                | 0                | 6                | 0                |
| 1999             | 鳥栖             | 14               | J2               | 8                | 0                | 2                | 0                | 0                | 0                | 10               | 0                |
| 通算             | 日本             | 日本             | J                | 0                | 0                | 0                | 0                | 0                | 0                | 0                | 0                |
| 通算             | 日本             | 日本             | J2               | 8                | 0                | 2                | 0                | 0                | 0                | 10               | 0                |
| 通算             | 日本             | 日本             | 旧JFL            | 4                | 0                | -                | -                | 2                | 0                | 6                | 0                |
| 総通算           | 総通算           | 総通算           | 総通算           | 12               | 0                | 2                | 0                | 2                | 0                | 16               | 0                |